# Pierre-Sylvain Régis
Pierre-Sylvain Régis (Le Salvetat de Blanquefort, 1632 – París, 1707) fue un filósofo cartesiano francés, prominente crítico de Baruch Spinoza. Fue nominado a la Academia de Ciencias de Francia en 1699.

## Vida
Nació en La Salvetat de Blanquefort, cerca de Agen, donde tuvo una educación clásica, antes de mudarse a París. Asistió a las lecturas de Jacques Rohault, y se convirtió en seguidor de René Descartes. Posteriormente, enseñó lecciones de cartesianismo en Toulouse (1665), Aigues-Mortes, Montpellier (1671), y París (1680). La prohibición dictada contra la enseñanza del cartesianismo puso fin a sus conferencias.
Régis fue elegido miembro de la Academia de Ciencias en 1699. Murió en París, en 1707.

## Obras
Su mayor obra fue "Cours entier de philosophie ou Système général selon les principles de Descartes" ("Curso entero de filosofía o sistema general bajos los principios de Descartes", 3 volúmenes, París, 1690), donde presentó de manera sistemática los principios de la filosofía cartesiana. Opositor del idealismo de Malebranche, contra el cual escribió en la revista Journal des sçavans (1693 y 1694), Régis modificó el sistema de Descartes en varios puntos en dirección al empirismo. Negó que el alma humana tenga ideas innatas y eternas, y sostuvo que todas nuestras ideas son modificaciones del alma unidas al cuerpo y que podemos conocer nuestro cuerpo y su extensión tan inmediatamente como nuestra alma y pensamiento.
El Cours fue criticado por Pierre Daniel Huet y por el profesor parisino Jean Duhamel. Régis luego escribió "Réponse au livre qui a pour titre Censura philosophiæ Cartesianæ" ("Respuesta al libro que tiene por título Censura a la filosofía cartesiana", París, 1691), y "Réponse aux reflexions critique de M. Duhamel sur le système cartésian de M. Régis" ("Respuesta a las reflexiones críticas de Duhamel al sistema cartesiano de Régis", París, 1692). Otras de sus obras incluyen "Usage de la raison et de la foi, ou l'accord de la raison et de la foi" ("Uso de la razón y la fe, o acuerdo de la razón y de la fe") y "Réfutation de l'opinion de Spinoza, touchant l'existence et la nature de Dieu" ("Refutación a la opinión de Spinoza, acerca de la existencia y la naturaleza de Dios").